# كابو دي غاتا (حديقة وطنية)

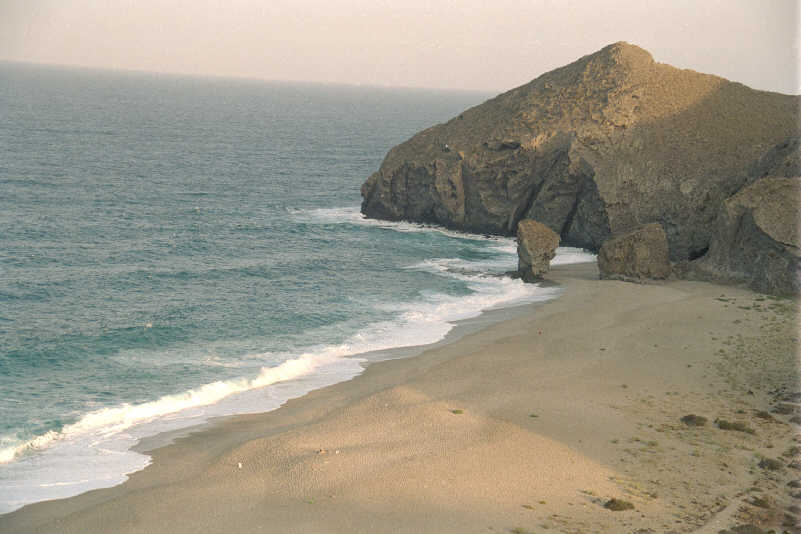
مدينة نيجار في حديقة كابو دي غاتا

كابو دي غاتا نیخار (بالإسبانية:Cabo de Gata-Níjar) هي حديقة طبيعية تقع في جنوب شرق إسبانيا، بالقرب من مدينة المرية، وهي أكبر احتياطي من الأراضي البحرية في غرب أوروبا في البحر الأبيض المتوسط، تغطي هذه الحديقة الطبيعية ما مجموعه 460 كيلومتر مربع بما في ذلك بلدة كاربونيراس وسلسلة جبال سييرا دي غاتا دي كابو، و 120 كيلومتر مربع من البحر وذلك كجزء من الاحتياطي البحري، وتعد هذه المحمية الصحراوية من أصل بركاني، ويتركز المنشأ البركاني فيها حول منطقة رأس كابو دي غاتا، ومناخها شبه جاف إلى حد كونه الموقع الأكثر جفافا في أوروبا، وفي عام 1997 اختيرت على أنها محمية حيوية وذلك من قبل منظمة اليونسكو، وفي عام 2001 أدرجت ضمن قائمة المناطق المتمتعة بحماية خاصة في البحر الأبيض المتوسط، وفي عام 2010 اقترح على أن تكون مكان لتفريغ النفايات النووية.

## جيولوجيا وجغرافية الصحراء

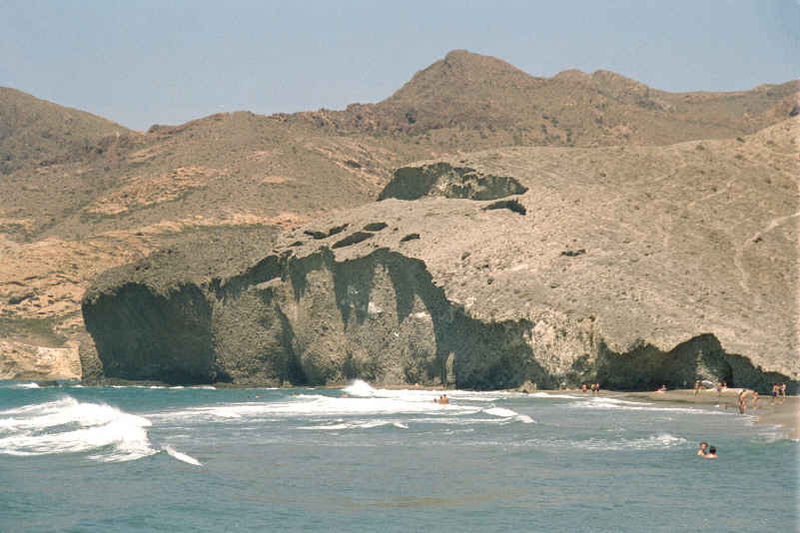
تشكيلات الصخور البركانية في بلايا دي ذا مانسول

ما يتميز حديقة كابو دي غاتا هو التكوينات الصخرية البركانية (تدفق الحمم)، والقباب البركانية، والحفر الناجمة عن انفجار البراكين البركانية، وانضمت الحديقة إلى قائمة اليونسكو العالمية لشبكة الحدائق الجيولوجية وذلك في عام 2006، وهي أيضا عضو في شبكة حدائق الجيولوجية الأوروبي.
الصخور البركانية والتشكيلات البركانية تقع في منطقة بلايا دي ذا مانسول، وهي منطقة شبه قاحلة، ويبلغ متوسط درجات الحرارة فيها 18 درجة مئوية أما أدنى نسبة لهطول الأمطار في الحديق الطبيعية فتقع في شبه جزيرة ايبيريا، وتعد هذه المنطقة صاحبة أدني نسبة لهطول الأمطار في أوروبا بأكملها، أما تساقط الأمطار في المتوسط على الحديقة فهو 120 إلى 180 ملم سنويا. الغطاء النباتي يعد مميزا في منطقة ماتورال.

## تأثير الإنسان على الحديقة

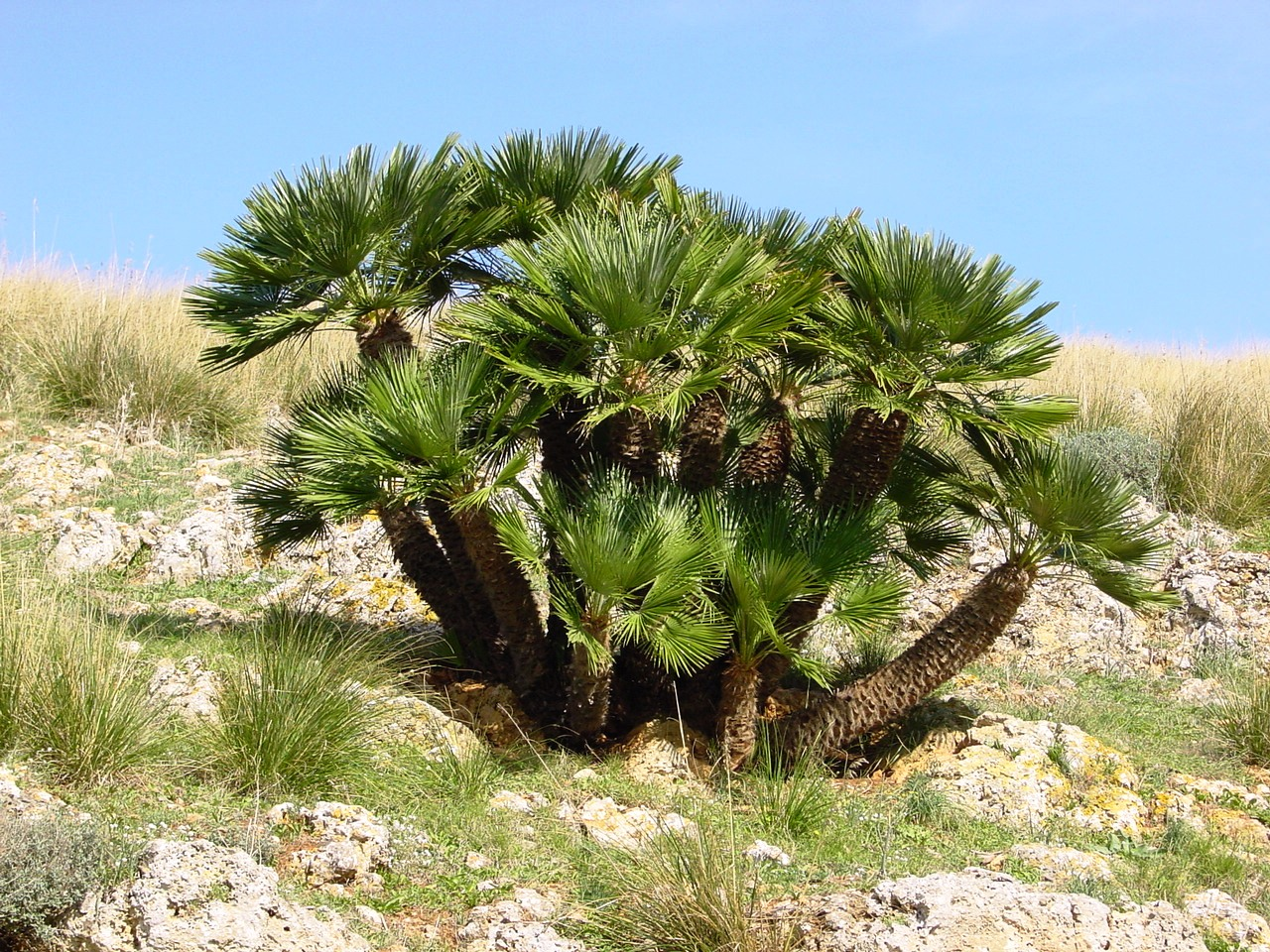
النخل الأوروبي

بسبب الظروف القاسية للزراعة وموقع الحديقة المعزول، فقد حافظت المنطقة على نسبة من السكان قليلة، أما زيادة عدد سكان في كوستا الأسبانية فهو أمر من غير المرجح حدوثه. تم تسجيل 3500 شخص يعيشون داخل حدود الحديقة الطبيعية عام 1997، ومع ذلك، فان السياحة قد ازدهرت في الآونة الأخيرة، ففي عام 1998 كان هناك 500000 سائح زاروا المنطقة وخاصة خلال فصل الصيف، يبقى السياح في الفنادق القريبة من الحديقة حيث تمكنهم من الذهاب في رحلات يومية إلى شواطئ الحديقة الطبيعية، تم بناء فندق غير قانوني في عام 2003 في الغاروبيكو داخل حدود الحديقة.
المدن الرئيسية في الحديقة هي نيجار (الداخلية من الساحل وخارج المنطقة المحمية)، وكاربونيراس في أقصى الشرق من الحديقة، وسان خوسيه دي نيجار وهي واحدة من القرى الرئيسية على الساحل، كانت في السابق قرية لصيد الأسماك وأصبحت اليوم قرية سياحية صغيرة، حيث أنها توفر سهولة الوصول إليها.

## نباتات الحديقة
وهناك أكثر من 1,000 من النباتات المسجلة في الحديقة الطبيعية، وبعض هذه النباتات هي نباتات مستوطنة في الحديقة، بما في ذلك نبتت أنف العجل الوردي والمعروفة لدى السكان المحليين دراغونسيللو ديل كابو، تتكيف معظم الأنواع في الحديقة على الظروف شبه القاحلة مثل: نخيل أوروبا الأم، وتعتمد هذه النباتات على إمدادات المياه الجوفية الشحيحة مع رطوبة الندى والمحمولة جوا، وتشمل الحديقة نباتات وأشجار مثل: السدر، وأشجار الزيتون التي تملأ الأحراش، الزعتر، وروزماري.

## حيوانات الحديقة
قد تم تسجيل 1,100 نوعا من الحيوانات داخل الحديقة ومعظمها من الطيور. وقد عين الاتحاد الأوروبي منطقة خاصة لحماية الطيور في الحديقة، يوفر ملح الشقق الموائل الهامة بالنسبة لكل من الطيور المقيمة والآلاف الطيور المهاجرة التي تتوقف في رحلتها بين أوروبا وأفريقيا، تم العثور على أنواع كثيرة من الطيور حول المسطحات الملحية وتشمل طيور النحام، ومالك الحزين الأرجواني، اللقالق والبط البيات الشتوي. من الأنواع التي تعيش في الحديقة: الحبارى (ولكنها قليلة)، وطيور النوارس وتشمل الأصفر الأرجل، طيور الشماط، صقور الشاهين، الصقور، والنسور.
وقد وجد ما يقرب من 15 نوعا من الزواحف التي توجد في الحديقة، بما في ذلك السحالي الإيطالية، وثعابين العشب، وأفعى لاتاست.
ومن بين الثدييات في الحديقة الخنزير البري، وابن عرس (ولكن أعدادها قليلة) وهي أصغر الثدييات آكلات اللحوم. الأعشاب البحرية تستخدامها لتوفير موطن للفقمة المهددة بالانقراض.